# سامويل أسامواه
سامويل أسامواه (بالإنجليزية: Samuel Asamoah)‏ (23 مارس 1994 بأكرا في غانا - ) هو لاعب كرة قدم غاني في مركز الوسط. لعب مع آود هيفرلي لوفين ونادي يوبين.

## روابط خارجية
- سامويل أسامواه على موقع قاعدة بيانات كرة القدم.إي يو (الإنجليزية)
- سامويل أسامواه على موقع Soccerway.com (الإنجليزية)
- سامويل أسامواه على موقع عالم كرة القدم.نت (الإنجليزية)